# Kūlor
Kūlor (persiska: کولر) är en ort i Iran.   Den ligger i provinsen Khuzestan, i den centrala delen av landet, 500 km söder om huvudstaden Teheran. Kūlor ligger 847 meter över havet och antalet invånare är 201.
Terrängen runt Kūlor är kuperad åt sydväst, men åt nordost är den bergig.Runt Kūlor är det ganska tätbefolkat, med 58 invånare per kvadratkilometer. Närmaste större samhälle är Bāgh-e Malek, 15,9 km nordväst om Kūlor. Omgivningarna runt Kūlor är i huvudsak ett öppet busklandskap.